# Svetovno prvenstvo v hokeju na ledu 1997
Svetovno prvenstvo v hokeju na ledu 1997 je bilo enainšestdeseto Svetovno prvenstvo v hokeju na ledu. Potekalo je med 19. februarjem in 14. majem 1997 v Helsinkih, Tamperi in Turkuju, Finska (skupina A), Katovicah, Poljska (skupina B), Talinu in Kohtla-Järvi, Estonija (skupina C), Canillu, Andora (skupina D) ter Ankari, Turčija (skupina E). Zlato medaljo je osvojila kanadska reprezentanca, srebrno švedska, bronasto pa češka, v konkurenci šestintridesetih reprezentanc, petič tudi slovenske, ki je osvojila dvaindvajseto mesto. To je bil za kanadsko reprezentanco enaindvajseti naslov svetovnega prvaka. 

## Dobitniki medalj
| Zlato | Srebro | Bron |
| KanadaSean Burke Eric Fichaud Rick Tabaracci Rob Blake Bryan McCabe Don Sweeney Joel Bouchard Cory Cross Steve Chiasson Chris Pronger Keith Primeau Owen Nolan Jarome Iginla Jeff Friesen Chris Gratton Travis Geen Anson Carter Dean Evason Geoff Sanderson Rob Zamuner Shean Donovan Bob Errey Mark Recchi | ŠvedskaTommy Salo Johan Hedberg Tommy Söderström Magnus Svensson Tommy Albelin Marcus Ragnarsson Mattias Öhlund Mattias Norström Roger Johansson Ronnie Sundin Michael Nylander Jörgen Jönsson Jonas Höglund Marcus Thuresson Per Eklund Nichlas Falk Niklas Sundblad Stefan Nilsson Anders Carlsson Per Svartvadet Niklas Andersson Johan Lindblom | ČeškaMilan Hnilička Roman Čechmánek Martin Prusek František Kaberle Libor Procházka Ladislav Benýšek Jiří Šlégr Vlastimil Kroupa Jiří Veber Jiří Vykoukal Viktor Ujčík Jiří Dopita Richard Žemlička David Výborný Robert Reichel Robert Lang Vladimír Vůjtek Pavel Patera Martin Procházka Roman Šimíček Rostislav Vlach David Moravec Ondřej Kratěna |

## Končni vrstni red
1. Kanada
2. Švedska
3. Češka
4. Rusija
5. Finska
6. ZDA
7. Latvija
8. Italija
9. Slovaška
10. Francija
11. Nemčija
12. Norveška
13. Belgija
14. Kazahstan
15. Švica
16. Avstrija
17. Poljska
18. Združeno kraljestvo
19. Nizozemska
20. Danska
21. Ukrajina
22. Slovenija
23. Estonija
24. Japonska
25. Romunija
26. Madžarska
27. Kitajska
28. Litva
29. Hrvaška
30. Južna Koreja
31. Španija
32. Jugoslavija
33. Izrael
34. Avstralija
35. Bolgarija
36. Belgija